# Noise Floor
Noise Floor je třinácté studiové album americké progresivní rockové skupiny Spock's Beard. Vydáno bylo v květnu roku 2018 společností Inside Out Music a spolu se členy kapely jej produkovali John Boegehold a Rich Mauser. Základní verze alba obsahuje osm skladeb, přičemž deska je dále doplněna čtyřmi bonusy (jde o samostatný disk nazvaný Cutting Room Floor). Jde o první album kapely od roku 2010, na kterém se podílel původní bubeník Nick D'Virgilio. Ten však na albu hrál pouze jako studiový hudebník, ne člen kapely.

## Seznam skladeb
1. To Breathe Another Day (John Boegehold, Ryo Okumoto) – 5:38
2. What Becomes of Me (Boegehold) – 6:11
3. Somebody's Home (Ted Leonard, Alan Morse) – 6:32
4. Have We All Gone Crazy Yet (Leonard, Morse) – 8:07
5. So This Is Life (Stan Ausmus, Morse) – 5:36
6. One So Wise (Ausmus) – 6:58
7. Box of Spiders (Okumoto) – 5:29
8. Beginnings (Leonard, Okumoto) – 7:25

Bonusy
1. Days We'll Remember (Boegehold) – 4:15
2. Bulletproof (Boegehold) – 4:41
3. Vault (Leonard) – 4:49
4. Armageddon Nervous (Boegehold) – 3:32

## Obsazení
Spock's Beard
- Ted Leonard – zpěv
- Alan Morse – kytara, doprovodné vokály
- Ryo Okumoto – klávesy
- Dave Meros – baskytara, doprovodné vokály

Ostatní hudebníci
- Nick D'Virgilio – bicí, perkuse, doprovodné vokály
- Eric Gorfain – housle
- Leah Katz – viola
- Richard Dodd – violoncello
- David Robertson –anglický roh